# Flubromazepam
O flubromazepam é um derivado benzodiazepínico que foi sintetizado pela primeira vez em 1960, mas nunca foi comercializado e não recebeu nenhuma atenção ou estudo adicional até o final de 2012, quando apareceu no mercado cinza como uma nova droga sintética.
É um análogo estrutural do fenazepam, no qual o átomo de cloro foi substituído por um átomo de flúor. 
Um isômero alternativo, 5-(2-bromofenil) -7-fluoro-1,3-di-hidro- 2H -1,4-benzodiazepin-2-ona ou "iso-flubromazepam", pode ter sido vendido sob a mesmo nome.

Isômero alternativo